# Black Panthers (Israël)
Pour les articles homonymes, voir Black Panthers.

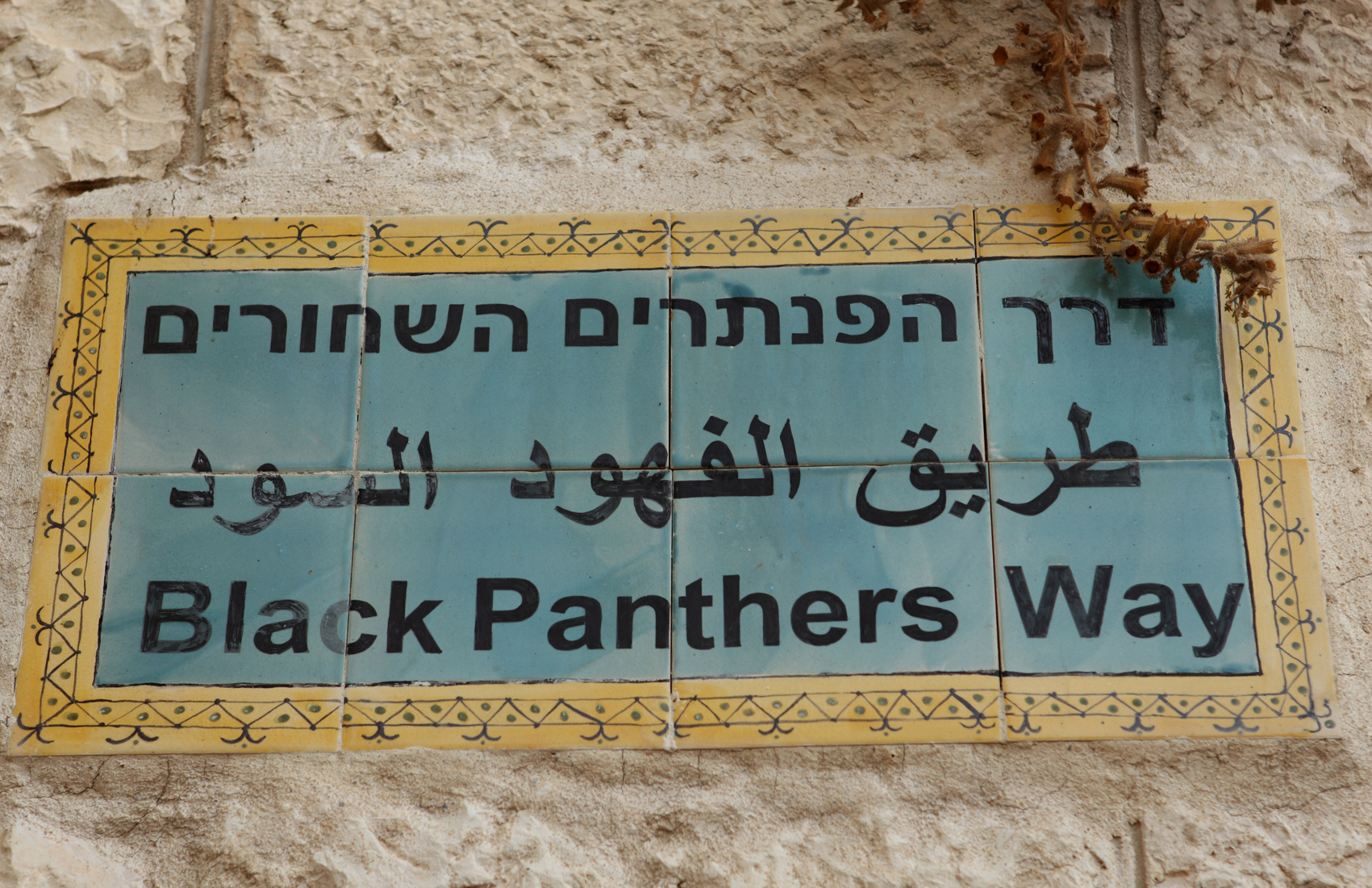
Rue des Panthères noires à Jérusalem

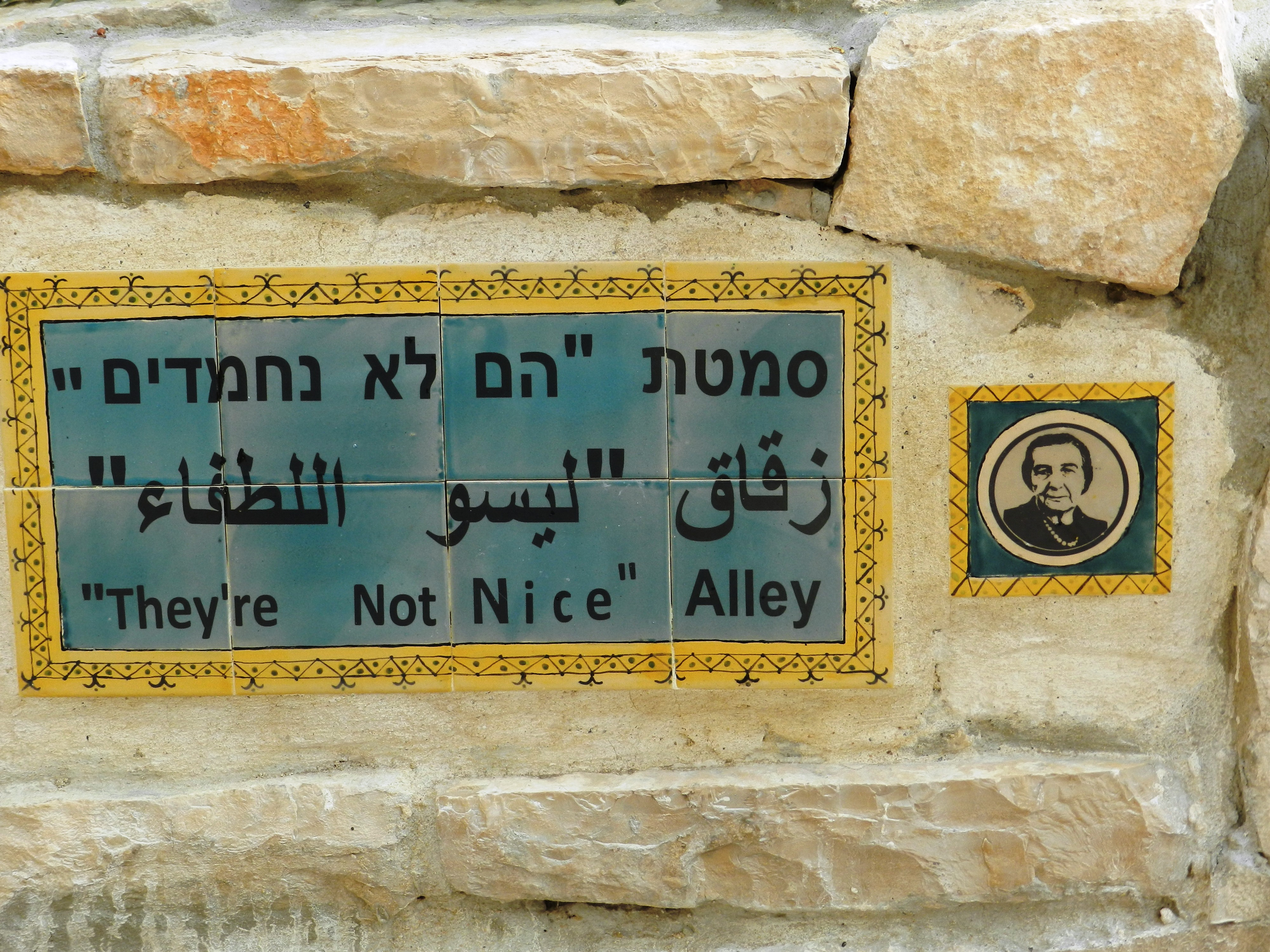
Allée Ils ne sont pas convenables à Jérusalem, citation des paroles de Golda Meir qui illustrent, selon les militants, l'incompréhension du Premier Ministre à leur égard

Le mouvement israélien des Black Panthers (en hébreu: הפנתרים השחורים, HaPanterim HaSh'horim) est un mouvement de protestation sociale contre le statut inférieur des Juifs Mizrahim (orientaux). Les Panthères noires ont été fondées par des figures de la deuxième génération des immigrants originaires de pays musulmans, comme Saadia Marciano et Reuven Abergel, sur le modèle du groupe afro-américain des Black Panthers.
On les surnomme parfois les Panthères noires israéliennes pour les distinguer du Black Panther Party.

## Histoire

### La révolte contre les discriminations sociales
Le mouvement débuta en 1971 à Mosrara, dans le voisinage de Jérusalem, en réaction aux discriminations pratiquées par les gouvernements israéliens, y compris de gauche, à l'encontre des Juifs Mizrahim, depuis la création de l'État. Les dirigeants du mouvement ayant été arrêtés lors de manifestations antérieures, des dizaines de milliers de personnes descendirent dans les rues en mai 1971 pour réagir contre la répression policière ; 170 militants furent alors arrêtés ; les affrontements firent 35 blessés parmi les manifestants et plus de 70 du côté de la police.
« Prenant peu à peu conscience du caractère politique de leur « infériorité », les militants des Black Panthers torpillèrent le mythe du melting pot en démontrant que l’État juif abritait non pas un seul mais deux peuples », les Juifs Mizrahim (ou séfarades) et les Juifs ashkénazes (d'origine européenne). 
L'attitude bien plus favorable de l'establishment ashkénaze vis-à-vis des immigrants (olim) originaires des pays européens, par exemple d'Union soviétique, rendait plus sensibles les injustices dont étaient victimes les Juifs orientaux. Les fondateurs du mouvement protestaient contre le refus de l'establishment de reconnaître le caractère ethnique de certaines formes d'inégalité sociale.
Au sujet des discriminations à l'égard des Juifs orientaux, en matière de logement, de salaire, de représentation politique, dans le domaine culturel, etc., voir Juifs Mizrahim en Israël, Juifs arabes en Israël, Juifs ashkénazes et juifs séfarades ou orientaux en Israël.

### L'attitude à l'égard des Palestiniens
« Les Panthères noires, qui estimaient être un « intermédiaire naturel » pour la paix, appelèrent dans les années 1970 à un « vrai dialogue » avec les Palestiniens ». « Elles furent également parmi les premières organisations israéliennes à rencontrer l'OLP ».

### Réaction des autorités
D'après Ella Shohat, l'establishment a répondu aux activités des Black Panthers par des gestes symboliques qui ne suffisaient pas à améliorer réellement la condition des Juifs mizrahim, et selon ce même auteur, l'establishment a tenté de récupérer les militants de ce mouvement en leur proposant des postes et parfois aussi les a emprisonnés, ou les a intimidés jusqu'à les conduire à quitter Israël.

## Nom du mouvement
Les Black Panthers  font référence par le choix de ce nom au mouvement révolutionnaire des Afro-Américains formé en 1966 aux États-Unis, le Black Panther Party.
Ce nom peut renvoyer également à l'expression « animaux noirs » par laquelle les Juifs ashkénazes désignaient leurs coreligionnaires des pays musulmans (en référence à leur teint mat). Il ne renvoie pas aux Falashas, ou Juifs éthiopiens, dont l'émigration en Israël est postérieure à la naissance des Black Panthers.

## Filmographie
- Les panthères noires d’Israël parlent, Sami Shalom Chetrit (en) et Eli Hamo (production Momento !) ; voir une présentation de ce documentaire ici   http://www.cinemas-utopia.org/toulouse/index.php?id=1478&mode=film

- Avez-vous entendu parler des Panthères noires ?, documentaire en hébreu sous-titré en anglais (Did you hear about the Black Panthers?), de Nissim Mossek (en), 2002, 1h50, extrait disponible ici https://www.youtube.com/watch?v=oc17wBfFreE ; voir un résumé en anglais ici : https://www.imdb.com/title/tt0949876/plotsummary?ref_=tt_ov_pl.